# Pasivum (účetnictví)
Pasiva v účetnictví představují zdroje, kterými jsou kryta aktiva podniku. Jde o závazky vůči věřitelům (včetně závazků z obchodního styku), vklady vlastníků do společnosti, zisky (ztráty) minulých let a výsledek hospodaření běžného roku. Tradičně se pasivum definuje jako zdroj krytí majetku, neboť informuje o tom, odkud (z jakých zdrojů) byl majetek podniku (aktivum) pořízen. Aktiva a pasiva jsou zobrazena ve finančním výkazu, který se nazývá rozvaha.

## Zobrazení pasiv v rozvaze
Aktiva a pasiva se v rozvaze zobrazují buď horizontálně ve dvou sloupcích (tzv. T-forma), kdy jsou aktiva zobrazena na levé straně a pasiva na pravé, nebo jsou položky zobrazeny jednoduše pod sebou. Neobvyklá není ani forma, kdy jsou zobrazena nejprve aktiva, pak zdroje podniku, zvlášť cizí a vlastní kapitál.

### Struktura pasiv (podle českých účetních standardů)
Vlastní kapitál
1. Základní kapitál
2. Fondy ze zisku
3. Výsledek hospodaření minulých let
4. Výsledek hospodaření běžného účetního období

Cizí zdroje
1. Rezervy
2. Dlouhodobé závazky
3. Krátkodobé závazky
4. Dohadné účty pasivní a časové rozlišení pasivní
5. Dlouhodobé úvěry
6. Krátkodobé úvěry